# بوريس رينو
بوريس رينو هو لاعب هوكي الجليد كرواتي، ولد في 2 يناير 1946 في فاراجدين في كرواتيا.

## وصلات خارجية
- بوريس رينو على موقع EliteProspects.com (الإنجليزية)
- بوريس رينو على موقع أوليمبيديا (الإنجليزية)